# پیمان مونستر
پیمان صلح مُنستر معاهده‌ای بود که در سال ۱۶۴۸ میان جمهوری هلند و اسپانیا به امضا رسید. این معاهده به عنوان یکی از نقاط تحول تاریخ هلند به شمار می‌رود. طبق این معاهده استقلال هلند توسط امپراتوری اسپانیا به رسمیت شناخته شد. پیمان صلح مُنستر بخشی از پیمان وستفالی بود که به جنگ‌های هشتاد ساله میان دو کشور خاتمه داد و همچنین از معاهدات پایان بخش جنگ‌های سی ساله به شمار می‌آید.